# Миллер, Фрэнк Стюарт
Фрэнк Стюарт Миллер (англ. Frank Stuart Miller) — государственный и политический деятель Канады. С 8 февраля по 26 июня 1985 года занимал должность премьер-министра провинции Онтарио.

## Биография
Родился 14 мая 1927 года в канадском городе Торонто, провинция Онтарио. Окончил Университет Макгилла в Монреале (провинция Квебек), имеет степень бакалавра по инженерному делу. Работал инженером, а также автодилером и туристическим оператором. В 1967 году занялся политической деятельностью, являлся членом муниципального совета города Брейсбридж до 1970 года. В 1971 году был избран в Законодательное собрание Онтарио от избирательного округа Мускоки, переизбирался на четыре срока подряд.
В 1974 году был назначен министром здравоохранения в правительстве премьер-министра Онтарио Билла Дэвиса. В 1977 году стал министром природных ресурсов. В августе 1978 года был назначен министром экономики Онтарио, а затем в июле 1983 года стал министром промышленности и торговли. В феврале 1985 года Билл Дэвис подал в отставку и Фрэнк Стюарт Миллер стал премьер-министром Онтарио. Спустя 4 месяца Прогрессивно-консервативная партия Онтарио потерпела сокрушительное поражение на всеобщих выборах, следующим премьер-министром стал Дэвид Питерсон. С июня по ноябрь 1985 года Миллер был Лидером оппозиции, а затем стал председателем округа Мускоки. 21 июля 2000 года скончался от инфаркта в городе Брейсбридже.